# (88292) Bora-Bora
(88292) Bora-Bora est un astéroïde de la ceinture principale.

## Description
(88292) Bora-Bora est un astéroïde de la ceinture principale. Il fut découvert par Jean-Claude Pelle le 12 juillet 2001 à Punaauia. Il présente une orbite caractérisée par un demi-grand axe de 2,23 ua, une excentricité de 0,25 et une inclinaison de 2,85° par rapport à l'écliptique.
Il fut nommé en l'honneur de Bora-Bora, île de Polynésie française située à 240 kilomètres au nord de Tahiti.

## Compléments